# Ali El Hadj Tahar
Ne pas confondre avec Tahar Djaout (1954-1993).
 (juin 2018).
Si vous disposez d'ouvrages ou d'articles de référence ou si vous connaissez des sites web de qualité traitant du thème abordé ici, merci de compléter l'article en donnant les références utiles à sa vérifiabilité et en les liant à la section « Notes et références ».
Œuvres principales
- Encyclopédie de la poésie algérienne de langue française, 1930-2008, 157 poètes.
- La Peinture algérienne, Les Fondateurs.
- La Peinture algérienne, Abstraction et avant-garde.

Ali El Hadj Tahar (en arabe : علي الحج الطاهر), né le 18 mars 1954 à Merad dans la Wilaya de Tipaza, en Algérie, est un peintre, écrivain, poète et journaliste algérien.

## Biographie
Né le 18 mars 1954 à Merad, en Algérie, il est issu d'une famille de petits propriétaires terriens de la Mitidja. Il passe sa jeunesse à Hadjout (ex Marengo) où il fait ses études primaires après l’installation de ses parents dans cette ville en 1959.
Ali El Hadj Tahar fait son collège à Tipasa avant de poursuivre ses études de Lettres au Lycée Ibn Rochd de Blida. Ses études universitaires au département de Lettres anglaises, à l’université d’Alger, sont sanctionnées par une licence, obtenue en juin 1978. Il commence à collaborer dans des journaux francophones dès 1974, d’abord à Alger Réalités, puis à Algérie-Actualité et El Moudjahid. En 1984, il commence sa carrière de journaliste professionnel à Révolution africaine, avant de travailler dans différents  journaux et magazines, en se spécialisant dans la critique d’art. Dans les quotidiens El Watan, Liberté et dans la revue Tassili, il publie de nombreuses études sur l’art et la culture, l’art et la ville, l’art et la société ainsi que de nombreux portraits de poètes, d’écrivains. Il fait aussi connaître la vie et l’œuvre de nombreux artistes plasticiens algériens.

## Principaux ouvrages

### Encyclopédie de la poésie algérienne de langue française, 1930 - 2008
Parue en 2009, Encyclopédie de la poésie algérienne de langue française, 1930 à 2008, 157 poètes, ed. Dalimen, Alger, 2009, est un ouvrage en deux tomes, respectivement de 462 pages et 494 pages. Au sujet de cette encyclopédie qui présente 157 poètes algériens, Lynda Graba écrit dans El Moudjahid : "Un travail personnel qui s’épanche sur les opinions de son auteur, studieux, référentiel et méthodologique sur le plan des biographies et bibliographies qui, tout en donnant une vision panoramique de la production poétique algérienne, veut aussi faire sortir de l’ombre plusieurs auteurs qui sont longtemps restés ignorés ou marginalisés." Précédé d'une introduction de près de 100 pages, l'encyclopédie présente les plus grands poètes algériens. Chaque poète est présenté dans une biographie et une bibliographie ainsi que des poèmes, allant jusqu'à une douzaine pour les auteurs les plus importants.  

### Vaste, captivante, diversifiée
Dans l'ouvrage Algérie, Vaste, Captivante, Diversifiée (livre de 316 pages paru en 2010 aux éditions Dalimen, Alger), Ali El Hadj Tahar présente plusieurs villes algériennes notamment Alger, Oran ou encore Constantine, et plusieurs régions dont la Mitidja, les Hauts Plateaux, le littoral et le Sahara. Le livre est illustré avec des images de photographes algériens connus.

### La peinture algérienne(série de six ouvrages).
En 2016, Ali El Hadj Tahar a publié deux ouvrages, Les Fondateurs, Abstraction et avant-garde qui font partie d'une série intitulée "La Peinture algérienne" comprenant quatre autres beaux livres à paraître en 2018. Précédés d'une introduction d'une cinquantaine de pages qui présente la peinture algérienne d'un point de vue historique et esthétique, ces livres sont didactiques et "très documentés", pour reprendre les qualificatifs de Kamel Bouslama dans El Moudjahid. L'auteur fait sortir de l'ombre des dizaines d'artistes."Au total, 280 artistes plasticiens algériens ont été cités dans ces livres à travers des textes portant sur leurs parcours et des illustrations de leurs œuvres", écrit le journal L'Expression. L'auteur rappelle que la peinture algérienne est issue d'une histoire millénaire puisqu'elle remonte à la préhistoire bien qu'elle n'ait adopté la peinture de chevalet qu'au début du XXe siècle. Paru aux éditions Alpha, La Peinture algérienne. Les Fondateurs est un livre de 300 pages qui présente les vingt-six pionniers de l'art moderne algérien, un art né au début du XXe siècle avec l’avènement de la peinture de chevalet en Algérie. Inspirés par les orientalistes, les pionniers de la peinture algérienne représentent essentiellement des scènes de genre et des paysages. L'ouvrage consacre plusieurs pages aux artistes les plus importants, parmi lesquels Étienne Dinet et Jean-Michel Atlan.
La Peinture algérienne. Abstraction et avant-garde présente, dans plus de 290 pages, 61 artistes abstraits et semi-abstraits qui constituent le courant le plus avant-gardiste de l'art algérien. Les livres d'Ali El Hadj Tahar, qui est artiste peintre lui-même, privilégient l’analyse technique et esthétique. Bouslama écrit dans El Moudjahid, "L’auteur y relate le travail entrepris depuis trente années de recherches et débouchant sur la série en question qui comprend six livres au total : « Les fondateurs », « Abstraction et avant-garde », « La figure et sa présence », « Le signe », « la miniature et l'enluminure », « L’art naïf ». Les Fondateurs : La Peinture algérienne a été réédité en 2024 en Europe par Les Éditions du Crieur Public, Hambourg, en collaboration avec l’AYN Galerie, Paris et Oran, dans sa version française.

### Autres ouvrages
- Bettina Heinen-Ayech, monographie, 1983, coécrit avec Hans Karl Pesch, critique allemand, U-Form Verlag, Solingen, RFA.
- Poèmes bleus, poésie, 1984, éd. ENAL,
- Hachemi Ameur, monographie sur le miniaturiste et enlumineur algérien, 2001, ed La Peyronie.

## Peinture
En tant que peintre, Ali El Hadj Tahar a participé à plusieurs expositions collectives en Algérie depuis 1980. Membre du groupe des 35 avec Issiakhem, Bourdine, Ziani, il a exposé plusieurs fois à la galerie du Centre culturel de la wilaya d'Alger et participé au Salon de peinture de la Ville d'Alger. Abstraite, sa peinture s'inscrit dans le courant du paysagisme abstrait proche de de Kooning ou Paul Jenkins. Elle comprend aussi une série géométrique basée sur les cibles, dans la continuité de Kenneth Noland. El Hadj Tahar est représenté dans plusieurs grandes galeries virtuelles. 

## Études publiées
El Hadj Tahar a publié de nombreuses études dans le domaine de la culture, dans les quotidiens algériens El Watan et Liberté, dont L’art et la ville, L’art dans la cité. Entre 2012 et 2014, il a publié quatre séries d’articles sur le "Printemps arabe", notamment dans Le Soir d’Algérie et Liberté.

## Vidéo
- [vidéo] Hommage à Ali El Hadj Tahar